# استییانو
استییانو (به ایتالیایی: Stigliano) یک کومونه در ایتالیا است که در استان ماترا واقع شده‌است. استییانو ۲۰۹ کیلومتر مربع مساحت و ۵٬۰۳۷ نفر جمعیت دارد و ۹۰۹ متر بالاتر از سطح دریا واقع شده‌است.

## خواهرخوانده
شهرهای Gigean و کاردانو ال کامپو خواهرخوانده‌های استییانو هستند.